# Михаил I (патриарх Александрийский)
Михаил I (Хаил) — 46-й патриарх Коптской православной церкви в 744—767 годах.
До своего избрания патриархом, Михаил был монахом в нитрийском монастыре Макария Великого. После смерти патриарха Феодора I (730—742) епископы и духовенство Александрии обратились к губернатору Фустата за разрешением избрать нового патриарха. Занимавший этот пост Хафс ибн аль-Валид аль-Хадрами дал своё разрешение с условием, что кандидат предварительно будет ему представлен. Следующие несколько дней делегация не могла определиться с преемником, пока одному из них имя Михаила, как достойнейшего кандидата, не было дано во сне. Михаила привезли в столицу, представили губернатору, и он стал патриархом. Тем временем сменился халиф, и новый правитель Аль-Валид II ибн Язид (743—744) потребовал от Египта рабов для строительства нового города в свою честь. Вскоре аль-Ваилид был убит Ибрахимом, который сместил Хафса и заменил его более лояльным губернатором. Правление Ибрахима продлилось всего 70 дней, и Хафс попытался вернуть свой пост, заручившись поддержкой 24 000 коптов, которые приняли ислам в обмен на освобождение от уплаты джизьи. Новый губернатор Египта сжёг Хафса заживо и убил многих его сторонников. Всё это время, согласно «Истории патриархов Александрийских» Михаил находился со своими войсками в Васиме, молясь о спасении народа.
Ставший в 744 году халифом Марван II восстановил халкидонитского (греческого) патриарха Косму I в Египте. Поощряемый губернатором, Косма предъявил претензии на ряд церквей, что привело его к конфликту с Михаилом. Основное разногласие касалось построенного в IV веке монастыря святого Мины, который в итоге остался за коптами. Желая объединить две церкви, халкидониты начали богословскую полемику, ожесточение которой было замечено арабским правительством Египта. В результате на обе церкви был наложен крупный налог, для выплаты которого коптский патриарх отправился собирать средства в Верхний Египет. Другим событием, осложнившим отношения Михаила с властями, стала его продолжительная переписка с нубийским царём Кириаком по поводу одного из нубийских епископов. После обвинения в превышении полномочий патриарх был заключён в тюрьму. После этого Кириак вторгся в Египет и удалился только после того, как его убедил это сделать выпущенный из тюрьмы Михаил.
В 749 году началось крупное восстание коптов-башмуритов, для подавления которого во главе армии отправился сам халиф Марван II. Не имея возможности дать битву восставшим в болотах, он арестовал патриарха и обвинил его в заговоре; многие священнослужители были вынуждены скрываться. Согласно «Истории патриархов», когда Михаил был доставлен на суд и Марван риторически вопросил его: «Ты глава врагов нашей веры?», патриарх отвечал: «Я глава не злых людей, но добрых; и люди мои не творят зло, но они были так разорены бедствиями, что им даже пришлось продавать детей». В конечном счёте патриарх был отпущен.
В ходе Аббасидской революции Михаил опять был арестован, но освобождён новым аббасидским губернатором Египта Абу Авном. Остаток своей жизни патриарх Михаил провёл относительно спокойно.